# 足山田町
足山田町（あしやまだちょう）は、愛知県豊川市にある地名。字が32ある。

## 地理
本宮山南麓の、旧宝飯郡一宮町西部に位置する。東は上長山町、西と南東は大木町、南は西原町、北は岡崎市雨山町に接する。

### 河川
- 豊川用水西部幹線
- 帯川

### 字一覧
（五十音順・読みはYahoo!地図による）
- 内山（）
- 奥滝場（）
- 門田（）
- 上荒子（）
- 上才原（）
- 上平（）
- 北荒谷（）
- 黒塚（）
- 黒谷（）
- 小金（）
- 御所貝ツ（）
- 五反田（）
- 小間沢（）
- 柴崎（）
- 下平（）
- 膳棚（）
- 滝場（）
- 滝山（）
- 年長（）
- 仲田（）
- 仲野（）
- 西川（）
- 西才原（）
- 西城下（）
- 東才原（）
- 東城下（）
- 深田（）
- 向山（）
- 八ッ田（）
- 山崎（）
- 山舞シ（）
- 若宮（）

## 歴史

### 地名の由来
山の田に葦が茂っている意としての「葦山田」が転じたものとみられるが、不詳であるという。

### 沿革
- 江戸時代 - 三河国宝飯郡の足山田村として所在した[5]。ただし、領有者がたびたび代わり、慶長8年幕府領、天和元年志摩国鳥羽藩領、享保11年幕府領、享保17年旗本巨勢氏、寛延2年巨勢氏・西大平藩の相給となった[5]。
- 1881年（明治14年） - 大木学校足山田分校設置[8]。
- 1889年（明治22年）10月1日 - 合併に伴い、宝飯郡桑富村大字足山田となる[8]。
- 1906年（明治39年）7月1日 - 合併に伴い、宝飯郡一宮村大字足山田となる[8]。
- 1961年（昭和36年）4月1日 - 町制施行に伴い、宝飯郡一宮町大字足山田となる[8]。
- 2006年（平成18年）2月1日 - 合併に伴い、豊川市足山田町となる。

## 世帯数と人口
2019年（平成31年）3月31日現在の世帯数と人口は以下の通りである。
| 町丁     | 世帯数  | 人口  |
| -------- | ------- | ----- |
| 足山田町 | 165世帯 | 387人 |

### 人口の変遷
国勢調査による人口の推移
| 2010年（平成22年） | 389人 | [ 9 ]  |  |
| 2015年（平成27年） | 374人 | [ 10 ] |  |

## 学区
市立小・中学校に通う場合、学区は以下の通りとなる。また、公立高等学校に通う場合の学区は以下の通りとなる。
| 番・番地等 | 小学校                 | 中学校             | 高等学校 |
| ---------- | ---------------------- | ------------------ | -------- |
| 全域       | 豊川市立一宮西部小学校 | 豊川市立一宮中学校 | 三河学区 |

## 施設
- 曹洞宗本性寺[6]
- 服織神社[6]
- キャッスルヒルカントリークラブ

## 旧跡
武田家家臣秋山新九郎の居城とされる足山田城が、城山と称される山頂にあったという。土塁・壕が残るという。

## 交通
- 愛知県道21号豊川新城線

## その他

### 日本郵便
- 郵便番号 : 441-1203[3]（集配局：三河一宮郵便局[13]）。